# Fenua Fala
Fenua Fala ist eines der vier bewohnten Eilande, die das Fakaofo-Atoll in Tokelau bilden, einem von Neuseeland abhängigen Gebiet im Südpazifik. Es wurde gegründet, um der Überbevölkerung auf dem traditionellen Dorfinselchen Fale zu begegnen. Das Leben auf Fenua Fala ist eng mit der Meeresumwelt und den begrenzten verfügbaren Ressourcen verbunden; es bestehen außerdem übergreifende Sorgen um den Klimawandel und den Anstieg des Meeresspiegels.

## Geschichte
Fenua Fala wurde 1960 als neuer Dorfstandort auf dem Fakaofo-Atoll angelegt. Diese Umsiedlung wurde wegen starker Überbelegung des traditionell kleineren Eilandes Fale eingeleitet, das jahrhundertelang die Hauptsiedlung gewesen war. Der Bau des neuen Dorfes wurde von Neuseeland unterstützt, wodurch der Wohnraum für die Gemeinde deutlich erweitert wurde.

## Geographie
Fenua Fala gehört zum Fakaofo-Atoll, der südlichsten Inselgruppe Tokelaus. Es liegt etwa zwei Kilometer westlich der ursprünglichen Siedlung auf Fale. Die Siedlung ist zum Schutz vor dem Meer von Betonmauern umgeben. Die Insel ist niedrig gelegen, und anfällig für den Klimawandel sowie den Anstieg des Meeresspiegels. Sie wird von Korallenriffen umgeben, die aquatisches Leben wie Seetang, Seegurken, Große Riesenmuscheln, Kraken und Fische beherbergen.

## Demographie
Die Siedlung beherbergt etwa 400 Einwohner. Die lokale Verwaltung obliegt dem Taupulega, einem Verwaltungsorgan aus eingeladenen Ältesten der Gemeinde. In der Siedlung befinden sich das Fakaofo-Krankenhaus, die Tialeniu-Schule und weitere Einrichtungen. Außerdem ist hier Teletok, der einzige Telekommunikationsanbieter Tokelaus, ansässig. Es gibt zudem drei Kirchen für die Gesamtbevölkerung, die sich zu 70 % aus Protestanten und zu 22 % aus Katholiken zusammensetzt.